# Luigi Pichler

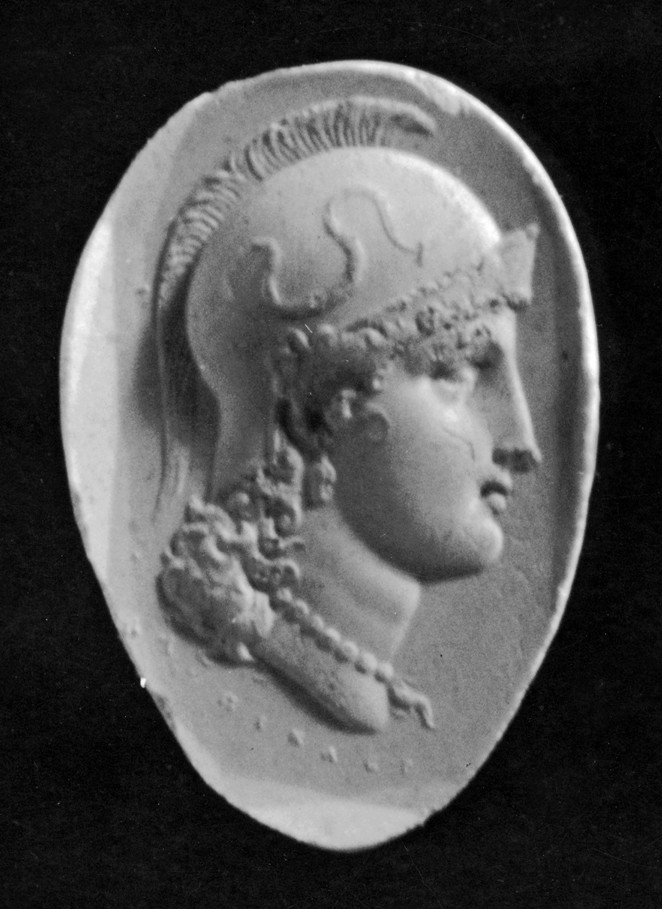
Intaglio Kopf der Athena, Walters Art Museum.

Luigi Pichler (* 31. Januar 1773 in Rom; † 13. März 1854 ebenda) war ein deutsch-italienischer Gemmenschneider und Medailleur.
Luigi Pichler war der Sohn von Anton Pichler und Halbbruder und Schüler von Giovanni Pichler. Er erlangte nach der Ausbildung bei seinem 39 Jahre älteren Bruder bald großen Ruf, besuchte Wien, wo er 1818 als Professor der Graveurkunst angestellt wurde, und wo er im Auftrag des Kaisers Franz die kostbarsten Gemmen des k. k. Antikenkabinetts als Geschenk für den Papst in Glaspasten nachbildete. Seine zahlreichen Arbeiten (fast ausschließlich Intaglien) kommen denen seines Bruders nahe. Um 1850 kehrte er nach Rom zurück, wo er 1854 verstarb.
Auch Johann Joseph (Giuseppe) Pichler, Stiefbruder von Giovanni und Luigi Pichler, geboren um 1760 zu Rom, war ein Edelsteinschneider.